# Magdalena Parysek
Magdalena Parysek, po mężu Bochniak (ur. 27 października 1989) – polska koszykarka występująca na pozycji silnej skrzydłowej, obecnie zawodniczka MKS-u Pruszków.
30 maja 2017 podpisała kolejną umowę z PGE MKK Siedlce.

## Osiągnięcia
Stan na 7 lutego 2023.
Drużynowe
- Mistrzyni I ligi (2020, 2022)
- Wicemistrzyni I ligi (2021)
- Uczestniczka rozgrywek Pucharu Polski (2011–2015)

Indywidualne
- Zaliczona do I składu:
  - najlepszych zawodniczek grupy A I ligi (2020, 2021, 2022)[2][3][4]
  - kolejki EBLK (14 – 2022/2023)[5]